# Kloster Veßra
Kloster Veßra település Németországban, azon belül Türingiában. Lakosainak száma 265 fő (2023. december 31.).

## Népesség
A település népességének változása:
| Lakosok száma | 293  | 304  | 280  | 276  | 265  |
|               | 2017 | 2019 | 2021 | 2022 | 2023 |